# 감로 (분비물)

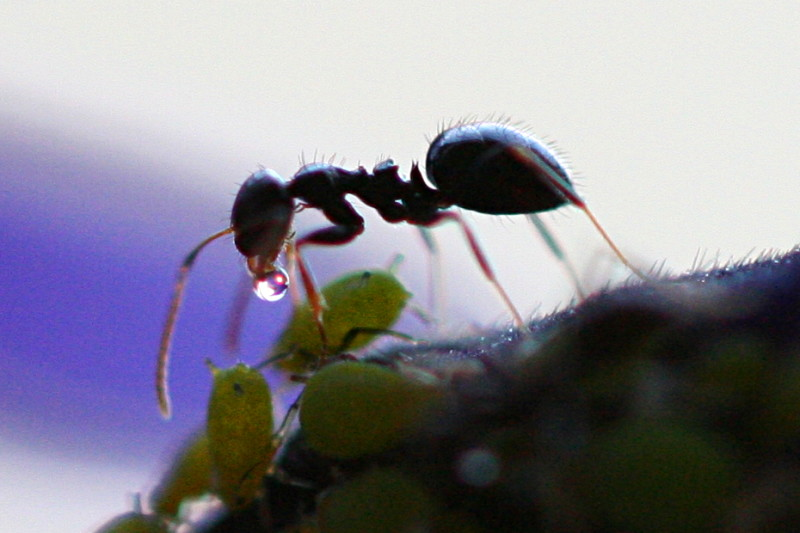
진딧물은 개미를 위해 감로를 생산하여 상리공생 관계를 가진다.

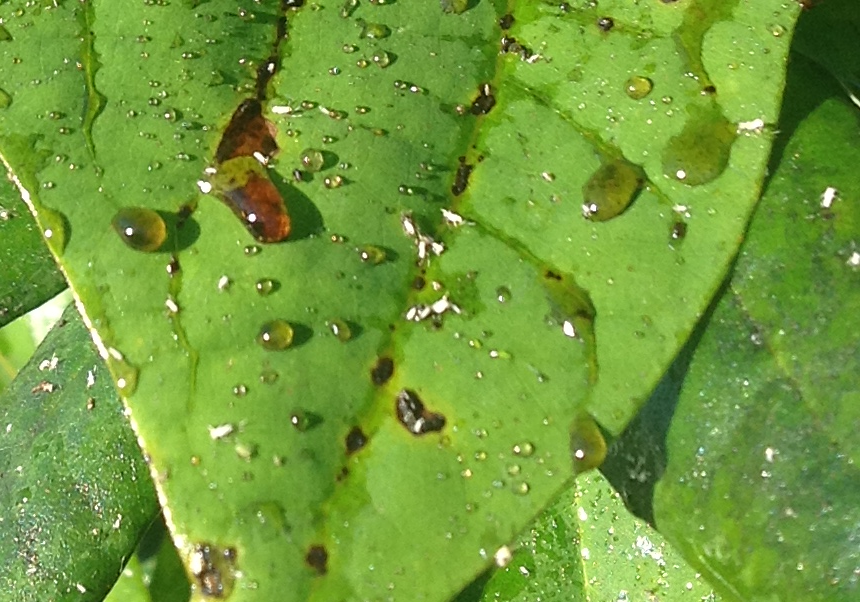
이파리의 감로

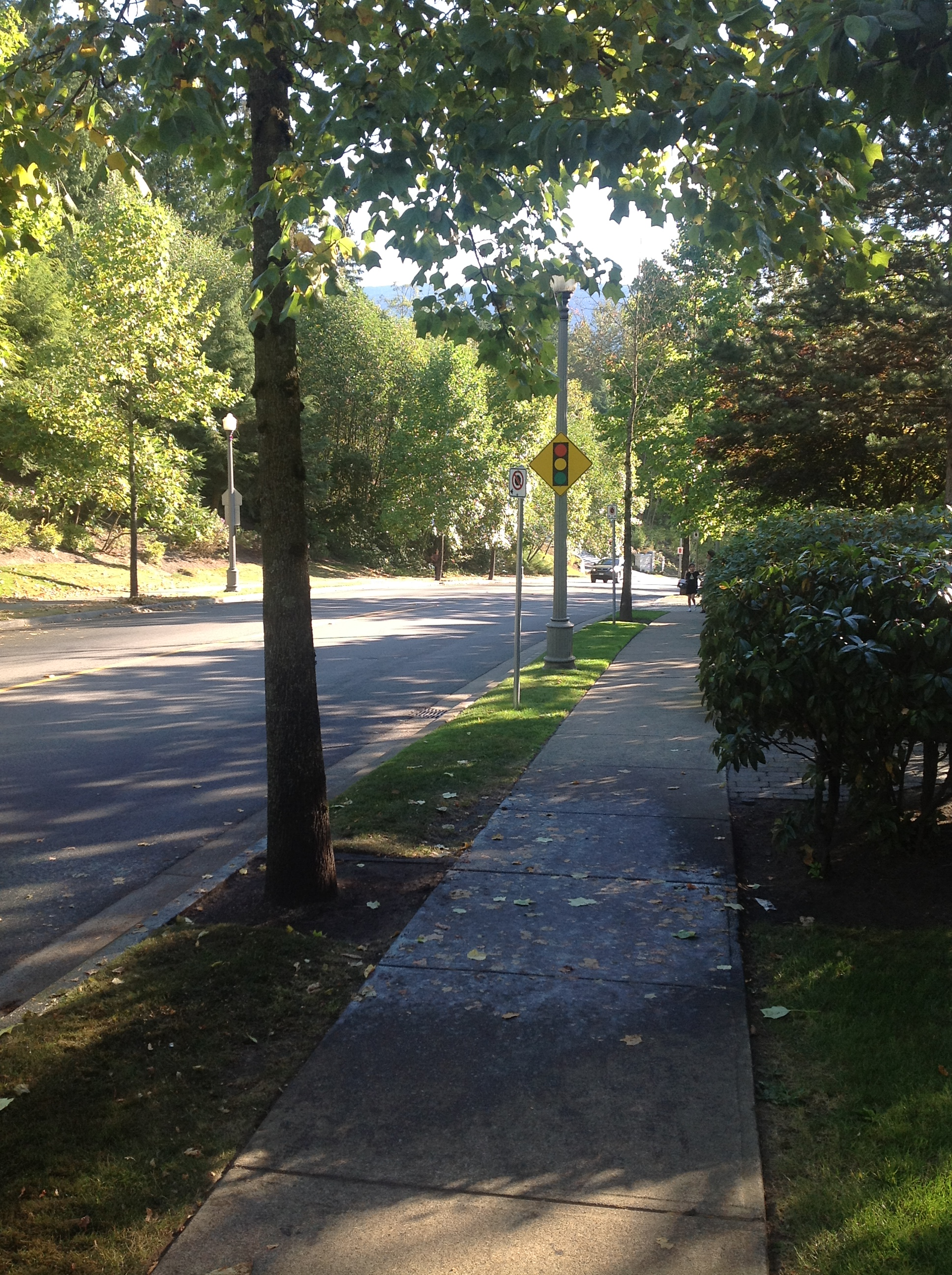
나무 아래의 감로 웅덩이

감로(영어: honeydew)는 진딧물과 깍지진디의 일종이 수액을 빨아들이고 나서 분비하는 당분이 풍부한 끈적이는 액체이다. 진딧물의 구강부가 체관부에 침투하면, 당분이 높은 고압의 액체가 항문으로 밀려나온다. 특히 노린재목이 감로를 흔히 분비하며 이는 대개 영양적공동성의 기반이 된다. 어떤 부전나비과의 나비와 나방의 애벌레도 감로를 생산한다. 감로는 많은 관상식물에 그을음병, 그 정원사들의 골칫거리를 야기한다. 나무 밑에 주차된 차량을 오염시키기도 하며, 이렇게 되면 유리나 차체에서 제거하기 어려울 수 있다. 특히 맥각과 같은 특정한 균류가 감로를 분비하기도 한다.
특정한 종의 새, 말벌, 안쏘는벌이 감로를 모으며, 꿀벌은 감로를 모아 짙고 강한 감로꿀을 만들어낸다. 이 꿀은 유럽과 아시아의 어떤 지역에서 의학적인 가치가 있다고 알려져 높은 값에 판매된다. 진사회성 말벌인 Parachartergus fraternus은 애벌레들에게 먹이기 위해 감로를 모은다. 최근의 연구는 캘리포니아의 야생 현지의, 주로 홀로 살아가는 40종 이상의 벌들이 감로를 사용한다고 기록하기도 했다.
개미는 진딧물 등의 감로를 만들어내는 동물에게서 감로를 모으거나 "짜내어", 존재만으로 무당벌레나 기생벌과 같은 포식자들을 쫓아내준다. 페링게꼬리치레개미를 참고하자. 개미와 공생하는 동식물은 개미공생이라고 부른다.
마다가스카르에서는 데이게코, 드워프게코와 같은 게코의 속들이 나무 밑에서 나무줄기에 붙어있는 선녀벌레과의 꽃매미들에게 접근하여 머리를 까딱여서 감로를 분비하도록 유도한다. 꽃매미들은 복부를 들어올려 게코의 주둥이 앞에 감로 방울을 분비한다.

## 종교와 신화
북유럽 신화에서는 이슬이 물푸레나무 이그드라실에서 지상으로 떨어지며, 신 에다의 책 귈피의 속임수에 따르면, "이것은 사람들이 감로라고 부르는 것이며 꿀벌이 감로를 먹는다."
그리스 신화에서는, méli 또는 "꿀"이 크레타에서 어린 제우스를 양육한 물푸레나무의 요정 멜리아이의 만나물푸레나무에서 떨어진다. (칼리마코스의 제우스 찬가에서)
감로Honey-dew는 새뮤얼 콜리지의 시 쿠블라 칸의 마지막 줄에 인용되는데, 아마 감로의 신화적인 의미 때문일 것이다:
And all who heard should see them there,
And all should cry, Beware! Beware!
His flashing eyes, his floating hair!
Weave a circle round him thrice,
And close your eyes with holy dread,
For he on honey-dew hath fed,
And drunk the milk of Paradise.
유태인의 성경에서는, 이스라엘 민족이 엑소더스 이후 사막을 헤매고 있을 때, 기적적으로 만나라는 물질을 제공받았는데, 만나는 때로 감로와 연관이 있다. 이것은 출애굽기 16:31에서 요약되어있다: "그것은 고수의 씨앗과 비슷하게 생겼으며, 하얗고, 맛은 꿀로 만든 제병 같았다."

## 참고 문서
- 감로덩이
- 감로의 원천의 목록